# Chamaeleo monachus
Espèce
Synonymes
- Chamaeleon monachus Gray, 1865

Statut de conservation UICN

 NT  : Quasi menacé
Statut CITES
Chamaeleo monachus, le Caméléon-moine, est une espèce de sauriens de la famille des Chamaeleonidae.

## Répartition
Cette espèce est endémique de Socotra au Yémen.

## Publication originale
- Gray, 1865 "1864" : Revision of the genera and species of Chamaeleonidae, with the description of some new species. Proceedings of the Zoological Society of London, vol. 1864, p. 465-479 (texte intégral).